# Сенегал на Светском првенству у атлетици на отвореном 2013.
Сенегал је учествовао на Светском првенству у атлетици на отвореном 2013. одржаном у Москви од 10. до 18. августa четрнаести пут, односно учествовао је на свим првенствима до данас. Репрезентацију Сенегала представљало је 5 учесника (2 мушкараца и 3 жене) који су се такмичили у пет дисциплина.,
На овом првенству Сенегал није освојиo ниједну медаљу, а подтигнут је један најбољи резултат сезоне.
У табели успешности према броју и пласману такмичара који су учествовали у финалним такмичењима (првих 8 такмичара), а који су бодовани тако да је први освајао 8 бодова, а последњи осми 1 бод, Сенегал је делио 53. место (1 финалиста који је заузео седмо место) и 2 бода.
| Плас. | Земља   | 1. место | 2. место | 3. место | 4. место | 5. место | 6. место | 7. место | 8. место | Бр. финал. | Бод. |
| ----- | ------- | -------- | -------- | -------- | -------- | -------- | -------- | -------- | -------- | ---------- | ---- |
| =53.  | Сенегал | 0        | 0        | 0        | 0        | 0        | 0        | 1        | 0        | 1          | 2    |

## Учесници
| Мушкарци: - Мамаду Касе Ан — 400 м препоне - Ндис Каба Бађи — Скок удаљ | Жене: - Amy Mbacké Thiam — 400 м - Gnima Faye — 100 м препоне - Ами Сене — Бацање кладива |  |

## Резултати

### Мушкарци
| Атлетичар      | Дисциплина    | Лични рекорд | Квалификације | Квалификације | Полуфинале | Полуфинале | Финале               | Финале       | Детаљи |
| Атлетичар      | Дисциплина    | Лични рекорд | Резултат      | Место         | Резултат   | Место      | Резултат             | Место        | Детаљи |
| -------------- | ------------- | ------------ | ------------- | ------------- | ---------- | ---------- | -------------------- | ------------ | ------ |
| Мамаду Касе Ан | 400 м препоне | 48,50        | 49,33 КВ      | 1. у гр 4     | 48,69      | 3. у гр 1  | 48,68                | 7 / 35 (37)  |        |
| Ндис Каба Бађи | скок удаљ     | 8,32         | 7,62          | 10. у гр. Б   |            |            | Није се квалификовао | 22 / 28 (29) |        |

### Жене
| Атлетичарка      | Дисциплина     | Лични рекорд | Квалификације | Квалификације | Полуфинале            | Полуфинале            | Финале                | Финале       | Детаљи |
| Атлетичарка      | Дисциплина     | Лични рекорд | Резултат      | Место         | Резултат              | Место                 | Резултат              | Место        | Детаљи |
| ---------------- | -------------- | ------------ | ------------- | ------------- | --------------------- | --------------------- | --------------------- | ------------ | ------ |
| Amy Mbacké Thiam | 400 м          | 49,86        | 52,24         | 4. у гр. 2 кв | 52,37                 | 7. у гр. 2            | Није се квалификовала | 20 / 35 (36) |        |
| Gnima Faye       | 100 м препоне  | 13,10        | 13,66         | 8. у гр. 2    | Није се квалификовала | Није се квалификовала | Није се квалификовала | 33 / 36 (37) |        |
| Ами Сене         | бацање кладива | 69,10 НР     | 65,58 ЛРС     | 13. у гр. Б   |                       |                       | Није се квалификовала | 23 / 26 (27) |        |